# 島田裕之
島田 裕之（しまだ ひろゆき）は、日本の理学療法士。

## 人物・来歴
- 2003年3月、北里大学大学院修了
- 国立長寿医療研究センター老年学・社会科学研究センター　センター長
- 信州大学大学院総合医理工学研究科特任教授
- 同志社大学研究開発推進機構客員教授
- 東京都健康長寿医療センター非常勤研究員
- 理学療法学編集委員長
- Physical Therapy Research Editor-in-chief
- BMC Geriatrics Associate Editor
- Geriatrics and Gerontology International Associate editor
- 日本老年療法学会理事長